# Jan Pieterszoon Sweelinck
Jan Pieterszoon Sweelinck (abril o maig de 1562 - 16 d'octubre de 1621) va ser un compositor, organista i pedagog neerlandès. La seva obra marca el final del Renaixement i el començament del Barroc.